# Мол (рагби 15)
Мол (енгл. Maul) је у рагбију 15 јако моћно оружје екипе која напада. До мола долази када је играч који носи лопту задржан од стране једног или више играча одбране, али је успео да остане на ногама и издржи контакт тј. није пао на земљу и када се један или више његових саиграча, вежу за њега као носача лопте, тако да се мол састоји од најмање три играча, који су на ногама, играча са лоптом и по једног играча из сваке екипе.